# جوزف إيرلنغر
جوزف إيرلنغر (Joseph Erlanger) ـ (5 يناير 1874 ـ 5 ديسمبر 1965)، عالم وظائف أعضاء أمريكي، حصل ـ مناصفة مع مواطنه وزميله هربرت سبنسر غاسر ـ على  جائزة نوبل في الطب لعام 1944 لاكتشافه أنواعاً مختلفة من الألياف العصبية.
ولد إرلنغر في سان فرانسيسكو بولاية كاليفورنيا في 5 يناير 1874، وحصل على درجة البكالوريوس في الكيمياء من جامعة كاليفورنيا في بيركلي، ثم حصل على درجته الطبية من جامعة جونز هوبكنز سنة 1899، ومن ثم عمل مساعداً ومعلماً لعلم وظائف الأعضاء بجامعة جونز هوبكنز في بالتيمور بين عامي 1901 و1903، ثم زميلاً بنفس الجامعة عامي 1903 و1904، فأستاذاً مشاركاً بها بين عامي 1904 1906. كما عمل بجامعة ويسكونسن-ماديسون، لكنه عندما حصل على جائزة نوبل في الطب كان يعمل في جامعة واشنطن في سانت لويس.
توفي إيرلنغر في 5 ديسمبر 1965 في سانت لويس بولاية ميزوري، وقد اعتبر منزل جوزف إرلنغر في سانت لويس من ضمن الأماكن التاريخية الوطنية، وقام الاتحاد الفلكي الدولي بإطلاق اسمه على إحدى فوهات القمر في 22 يناير 2009.

## روابط خارجية
- جوزف إيرلنغر على موقع الموسوعة البريطانية (الإنجليزية)
- جوزف إيرلنغر على موقع إن إن دي بي (الإنجليزية)